# Esra Gümüş
Esra Gümüş (Ankara, 2 ottobre 1982) è un'ex pallavolista turca.
Giocava nel ruolo di schiacciatrice.

## Carriera
Esra Gümüş inizia la sua carriera nella pallavolo professionistica nel VakıfBank, nel 1994: nel 1997 vince il suo primo scudetto, seguito poi da un altro nel 1998 ed arriva anche la prima convocazione in nazionale. Nel 2003 viene ingaggiata dallo Yeşilyurt, con il quale resta legata per quattro stagioni. Durante questo periodo, precisamente nel 2003, con la nazionale, vince sorprendentemente la medaglia d'argento al campionato europeo.
Nel 2004 si trasferisce nell'Eczacıbaşı, col quale vince quattro scudetti, due edizioni Coppe di Turchia, due edizioni della Supercoppa turca, la Champions League 2014-15 e la Coppa del Mondo per club 2015. Con la nazionale nel 2009 vince due argenti ai Giochi del Mediterraneo e all'European League, competizione dove vince il bronzo anche l'anno successivo. Nel 2011 e nel 2012 con la nazionale si classifica al terzo posto rispettivamente al campionato europeo ed al World Grand Prix, mentre nel 2013 vince la medaglia d'argento ai XVII Giochi del Mediterraneo, ritirandosi dalla nazionale dopo il torneo.
Dopo undici stagioni con l'Eczacıbaşı, nel campionato 2015-16 viene ingaggiata dal Nilüfer, mentre nel campionato seguente approda al Sarıyer, annunciando il proprio ritiro al termine dell'annata.

## Palmarès

### Club
- Campionato turco: 6

1996-97, 1999-98, 2005-06, 2006-07, 2007-08, 2011-12
- Coppa di Turchia: 2

2010-11, 2011-12
- Supercoppa turca: 2

2011, 2012
- Campionato mondiale per club: 1

2015
- Champions League: 1

2014-15

### Nazionale (competizioni minori)
- Giochi del Mediterraneo 2009
- European League 2009
- European League 2010
- Giochi del Mediterraneo 2013

### Premi individuali
- 2012 - Voleybol 1. Ligi: MVP
- 2012 - Voleybol 1. Ligi: Miglior ricevitrice